# Antoine de Bologne
Pour les articles homonymes, voir Bologne (homonymie).
 Antoine Capissuchi   de Bologne, né à Barcelonnette  et    mort le  24 septembre  1615  au château de Tanaron  , est un prélat franco-italien du XVIIe siècle qui fut évêque de Digne de 1602 à 1615. 

## Origine familiale
Antoine de Bologne est fils de Rodolphe de Bologne et de Delphine de Francon, le frère de Louis, l'oncle de Raphaël de Bologne, évêques de Digne. Ils sont apparentés aux cardinaux  Gianroberto Capizucchi (1088), Roberto Capizucchi (1097), Pietro Capizucchi (1122), Gian Roberto Capizucchi (1126), Gianantonio Capizucchi (1555) et Raimondo Capizucchi, O.P. (1681).

## Biographie
Antoine de Bologne est membre dans l' ordre des minimes, et est successivement correcteur du couvent de Grenoble et procureur et prieur  celui de Mâcon. En 1602, il est nommé évêque de Digne après la démission de Claude Coquelet. À peine arrivé à Digne, Antoine intente de nombreux procès au chapitre, aux bourgeois et à plusieurs communautés de son diocèse.
Vers 1612 ou 1613, Gassendi est désigné par le chapitre de Digne pour remplir les honorables fonctions de théologal, mais Pélissier de Bologne, cousin germain de l'évêque Antoine, se fait délivrer par Louis XIII un brevet de ce bénéfice. Gassendi est obligé de venir à Paris défendre sa cause devant le conseil du roi qui maintient sa nomination. Antoine de Bologne obtient en 1613 que son frère Louis devienne son coadjuteur.
Sous l'épiscopat d'Antoine, les religieux récollets ou frères mineurs réformés s'établissent à Digne.